# غریبچه، استانبول
غریبچه (به ترکی استانبولی: Garipçe) یک منطقهٔ مسکونی در ترکیه است که در ساری‌یر واقع شده‌است.